# Bāghleh
Bāghleh (persiska: باقله, Bāqleh, باغله) är en ort i Iran.   Den ligger i provinsen Ilam, i den västra delen av landet, 500 km sydväst om huvudstaden Teheran. Bāghleh ligger 822 meter över havet och antalet invånare är 166.
Terrängen runt Bāghleh är kuperad söderut, men norrut är den bergig. Bāghleh ligger nere i en dal.Runt Bāghleh är det ganska glesbefolkat, med 43 invånare per kvadratkilometer. Närmaste större samhälle är Lūmār, 4,4 km norr om Bāghleh. Omgivningarna runt Bāghleh är i huvudsak ett öppet busklandskap.